# Jacob Kraal
Jacob Kraal (Ruinerwold, 12 februari 1914 – Scheveningen, 14 april 1944) was een Nederlandse verzetsstrijder tijdens de Tweede Wereldoorlog.
Jacob was een zoon van arbeider Egbert Kraal en Hilligje Smit en groeide te Ruinerwold op met 3 broers. Hij trouwt op 30 oktober 1937 in De Wijk met Aaltje Lopers. Kraal was timmerman te Ruinerwold. Hij was aangesloten bij de knokploeg aldaar en werd door de Duitsers op 16 november 1943 gearresteerd vanwege een overval te Ruinerwold. Hij werd overgebracht naar de gevangenis van Scheveningen (Oranjehotel) en zat daar in cel 458 vanaf 15 december 1943. 
Samen met zijn medeveroordeelden Wiepke Harm Timersma, Gerard Jansen, Hendrik Drogt, Jan Rijkmans, Gerrit Jan van den Berg, Fokke Jagersma en Johannes Kippers zong hij regelmatig psalmen wat door een mede-gevangene beschreven werd aan diens verloofde. Hij werd in de ochtend van 14 april gefusilleerd op de Waalsdorpervlakte.